# Корпорация (фильм, 2003)
«Корпорация» (англ. The Corporation; Канада, 2003 года) — канадский документальный фильм по сценарию Джоэла Бакана, снятый режиссёрами Марком Акбаром и Дженнифер Эббот. «Корпорация» вышла на экраны во всём мире: на телевидении, через DVD и ресурсы обмена файлами. Джоэл Бакан также написал книгу «Корпорация: патологическая погоня за прибылью и властью» (ISBN 0-7432-4744-2) во время съёмок документального фильма.

## Сюжет
Фильм рассказывает о корпорациях, их появлении, устройстве и влиянии на нашу жизнь. Авторы фильма задаются вопросом: если рассматривать корпорации как тип человеческой личности, то что мог бы сказать психиатр о такой «личности» и её поведении? Аспекты этой проблемы разбираются на конкретных примерах из истории взаимоотношений корпораций с обществом.
В фильме на вопросы отвечают как главы реальных корпораций и экономисты, так и общественные активисты, журналисты, историки и т.д.

## Участники
- Микела Дж. Микаэль — рассказчица
- Интервью: Ноам Хомский, Наоми Кляйн, Майкл Мур, Говард Зинн, Вандана Шива, Милтон Фридман, Рэй Андерсон и другие.

## Награды
- 2003 — специальный приз жюри на фестивале документального кино в Амстердаме.
- 2003 — приз за наиболее популярный канадский фильм на кинофестивале в Ванкувере.
- 2004 — приз зрительских симпатий за лучший документальный фильм на кинофестивале «Санденс».
- 2004 — приз зрительских симпатий за лучший документальный фильм на Филадельфийском кинофестивале.
- 2005 — премия «Джини» за лучший документальный фильм.
- 2005 — премия Genesis Awards Общества защиты животных США за лучший документальный фильм.